# Corupția în Sudanul de Sud
Corupția în Sudanul de Sud este printre cele mai grave din lume. Elitele națiunii au dezvoltat un sistem cleptocratic care controlează fiecare parte a economiei sud-sudaneze. Acest sistem a prins contur rapid, într-o perioadă relativ scurtă, Sudanul de Sud obținând autoguvernarea în 2005, pe când făcea parte încă din Sudan, și dobândind suveranitate deplină în 2011.
Potrivit unui membru al parlamentului, națiunea a lipsit de orice reglementări menite să „combată fraudele și abaterile în rândul oficialilor guvernamentali de rang înalt,” în special în rândul funcționarilor responsabili de achiziții din cadrul Ministerului Finanțelor și Planificării Economice. Într-un articol din 2013, Nyol Gaar Nguen a scris că „[j]afurile și delapidările fondurilor publice la lumina zilei de către cei responsabili sau aflați în funcții de conducere sunt întotdeauna la ordinea zilei” în Sudanul de Sud. Gradul de corupție și proasta gestionare dezvăluite în raportul Auditorului General pentru 2005 și 2006 ar fi „adus în lacrimi unii membri ai Adunării Legislative Naționale a Sudanului de Sud”. Un raport din 2012 a menționat că peste 4 miliarde de dolari din fondurile guvernamentale au fost furate de la obținerea autoguvernării în 2005.
Cel mai mare scandal de la începutul autoguvernării a fost așa-numita „Saga Dura,” deși au existat zeci de alte cazuri semnificative de infracțiuni similare. Aceste episoade au fost adesea învăluite în confuzie și aproape niciodată nu s-au soldat cu urmăriri penale sau pedepse. Africa Review a remarcat în 2013 că, deși guvernul sud-sudanez a ordonat mai multe investigații în scandaluri, acestea sunt aproape întotdeauna ignorate sau intenționat sabotate. Președintele Salva Kiir Mayardit a declarat în repetate rânduri că guvernul său luptă activ împotriva corupției, însă pe 12 aprilie 2013, l-a demis pe Elias Wako Nyamellel, ministrul adjunct al Afacerilor Externe și Cooperării Internaționale, „pentru că a recunoscut că Sudanul de Sud este corupt și ‘putred până în miez’”. Problema este agravată de lipsa gravă de transparență a documentelor guvernamentale și a informațiilor de afaceri din Sudanul de Sud. Cererile de date oficiale pot fi respinse arbitrar, fără consecințe.

## Începuturile
Sudanul de Sud, remarcă un raport din 2015 al The Sentry, a fost fondat cu speranță, cetățenii săi votând în mod covârșitor pentru independență, iar comunitatea internațională oferind asistență substanțială. Având venituri ridicate din petrol, se aștepta ca Sudanul de Sud să devină rapid autosuficient după tranziție, dar, în schimb, a „plonjat în război civil, colaps economic și izolare internațională crescândă,” în timp ce liderii săi au acaparat practic fiecare sector al economiei, risipind „o șansă istorică pentru dezvoltarea unui stat funcțional.” Războiul civil în desfășurare este în mare parte rezultatul conflictelor dintre elitele care doresc să „renegocieze” ponderea puterii politico-economice, inclusiv resursele naturale, prin război.

## Sistemul de corupție
Un raport al U4 Anti-Corruption Resource Centre identifică principalele tipuri de corupție din Sudanul de Sud ca fiind corupția birocratică, patronajul, corupția politică și deturnarea de fonduri, afirmând că aceste forme de corupție se manifestă în principal în următoarele sectoare: resursele extractive, managementul financiar public și forțele de poliție și securitate.
Un raport al The Sentry clasifică corupția din Sudanul de Sud într-un mod ușor diferit, identificând următoarele patru metode principale prin care bogăția națiunii este deturnată în buzunarele elitelor:
1. Sectorul extractiv, principala sursă de venit a națiunii, este complet lipsit de transparență și administrat extrem de prost. Petrolul reprezintă principala sursă de valută a guvernului și este folosit drept garanție pentru împrumuturile externe care mențin economia pe linia de plutire.
2. Statul militar menține controlul asupra economiei naționale direct, prin gestionarea bugetului public, și indirect, prin legături strânse cu afacerile și contractele. Cheltuielile militare ale Sudanului de Sud sunt cele mai mari din regiune. Aproape nicio informație despre alocările bugetare militare nu este făcută publică, ceea ce, în unele cazuri, constituie o încălcare a legii. Sistemul militar include un „sistem extins și complicat de patronaj,” iar supravegherea cheltuielilor de personal este minimă. Ministerele de securitate, precum Apărarea, Internele și Informațiile, raportează rareori cheltuielile de salarii. În multe cazuri, comandanții militari au furat salariile soldaților; există, de asemenea, zeci de mii de „soldați fantomă,” adică soldați care figurează doar pe documentele de plată, iar această practică este considerată principala metodă prin care oficialii militari și de securitate își însușesc bogăția în conturi private. Generalii militari au o influență considerabilă în alocarea fondurilor guvernamentale și deseori redirecționează fonduri non-militare către scopuri militare. Achizițiile de arme și echipamente sunt efectuate ad-hoc, caracterizate de corupție, supraevaluare și lipsa documentației corespunzătoare sau a transparenței. Bugetul personal al președintelui este „supus unui control minim,” incluzând cheltuieli exagerate care par să ascundă achiziții militare.
3. Sistemul de achiziții publice din Sudanul de Sud este extrem de vulnerabil la corupție și risipă, iar contractele profitabile sunt frecvent atribuite furnizorilor conectați cu oficialii guvernamentali. Aproape fiecare instituție publică este paralizată de corupție și proastă administrare. Contractele fără licitație, în special pentru construcția de drumuri și importurile de vehicule, sunt atribuite frecvent companiilor deținute de elitele conducătoare la prețuri umflate, fără nicio supraveghere. Cheltuielile de stat sunt marcate de o „lipsă răspândită” de raportare, reglementare și documentare. Procesul de înființare a companiilor implică o birocrație elaborată, care permite oficialilor să profite masiv prin mită și obținerea de acțiuni nedeclarate în firme. Reguli care cer dezvăluirea anuală a situației financiare sunt ignorate în mod sistematic. O parte considerabilă a fondurilor de stat este deturnată în companii fantomă utilizate pentru delapidări masive. În unele cazuri, contractele guvernamentale au fost acordate unor firme fără experiență în domeniul respectiv, înființate cu doar câteva zile sau chiar ore înainte de semnarea contractului.
4. Elitele exploatează fragilitatea industriei financiare a țării pentru a spăla bani și a genera venituri. Acestea sunt implicate masiv în sectorul financiar, în special în speculațiile de pe piața valutară paralelă, care devalorizează moneda și provoacă inflație. Sectorul financiar s-a extins semnificativ de la obținerea independenței, facilitând transferurile ilegale. „Curierii de numerar” permit transferuri mai rapide și mai puțin controlabile de fonduri în afara țării. Mai multe bănci au în consiliile de administrație aceleași elite naționale, ceea ce sugerează că acestea sunt utilizate în principal în interesul acestora. De asemenea, birourile private de schimb valutar facilitează spălarea banilor și alte tranzacții ilicite, unele fiind deținute de membri ai elitelor, ceea ce reprezintă un conflict major de interese.

O cauză majoră este și tribalismul.

## Saga Dura
În 2008, anticipând o foamete, guvernul sud-sudanez a plătit aproape 1 milion de dolari pentru cereale care nu au fost niciodată livrate, conform unui raport din 2013 al Vocii Americii. Acest scandal este cunoscut drept „Saga Dura,” după denumirea locală pentru sorg. În februarie 2013, auditorii Băncii Mondiale au descoperit că 290 de firme au fost plătite fără a semna vreun contract, iar alte 151 de firme au fost plătite în exces. Investigația penală condusă de procurorul general Filberto Mayout Mareng a încercat să determine motivele plăților pentru bunuri inexistente, prețurile ridicate și implicarea oficialilor guvernamentali.
Un raport din 2012 al Sudan Tribune a descris „Saga Dura” drept cel mai mare scandal de corupție din Sudanul de Sud de la fondarea națiunii în 2005, implicând dispariția a miliarde de dolari alocați pentru construirea și reparația silozurilor de cereale și achiziția de cereale. Dr. Jok Madut Jok, secretar general al Ministerului Culturii, a estimat în 2012 că suma lipsă se ridică la 4 milioane de dolari și a afirmat că fondurile sunt împărțite între comercianții care au declarat fals livrările, guvernatorii care au mințit despre livrările de cereale sau miniștrii de finanțe care au aprobat plăți duble față de bugetul național.
O listă cu 81 de companii fantomă implicate în scandal a fost publicată online în 2013, împreună cu sumele atribuite fiecăreia. Printre cei acuzați de implicare s-au numărat Michael Makuei Lueth, ministrul Afacerilor Parlamentare, și Benjamin Bol Mel, președintele Camerei de Comerț, care ar fi insistat pentru plata contractelor false.

## Alte incidente
Un audit al conturilor guvernamentale a arătat că peste 1 miliard de dolari au dispărut fără urmă în perioada 2005-2006. Parlamentul i-a convocat pe Arthur Akwen Chol, fost ministru al Finanțelor și Planificării Economice, și pe Elijah Malok Aleng, fost guvernator al ceea ce era atunci Banca Centrală a Sudanului de Sud (CBoSS), acuzându-i de favorizarea corupției. Chol a refuzat să se prezinte, în timp ce Malok a negat acuzațiile, afirmând că o parte din fondurile lipsă au fost transferate în conturi personale ale lui Akwen. Chol a fost, de asemenea, acuzat că a cumpărat vehicule guvernamentale de la Cardinal Company la un preț umflat, dar acesta a susținut că achiziția a fost făcută la cererea vicepreședintelui Riek Machar. Machar a recunoscut că a cerut achiziționarea vehiculelor, dar a negat implicarea în detaliile tranzacției.
Între 2006 și 2012, Sudanul de Sud a cheltuit 1,7 miliarde de dolari pe construcția de drumuri, dar doar 75 de kilometri de drumuri au fost construite sau asfaltate. În 2008, Stephen Madut Baak, consilier prezidențial, a fost reținut pe aeroportul Heathrow cu 137.000 de dolari în numerar, suma fiind destinată deschiderii unui birou de legătură al guvernului sud-sudanez la Londra. În același an, Arthur Akuien Chol, fost ministru al Finanțelor, a fost acuzat că a deturnat 600 de milioane de dolari. În 2009, 323.000 de dolari destinați studenților est-africani au fost depuși într-un cont bancar privat din Uganda.
Pe 5 septembrie 2011, președintele Kiir a cerut ca 244 de milioane de dolari să fie alocați firmei private de construcții ABMC Company, deținută de un apropiat al său, Benjamin Bol Mel, fără aprobarea Consiliului Miniștrilor. În 2013, s-a constatat că firma nu realizase lucrările de construcție prevăzute în contract. Președintele a raportat în 2012 dispariția a 4 miliarde de dolari, iar în 2013 au fost furați 6 milioane de dolari din biroul său. Între 2012 și 2013, Ministerul Drumurilor și Podurilor a cheltuit cu 1513% peste bugetul alocat.
În aprilie 2013, președintele Kiir l-a concediat pe adjunctul ministrului de Externe pentru Cooperare Internațională, Elias Wako Nyamellel, și a suspendat trei oficiali din biroul său pentru dispariția unor sume de bani. În mai 2013, Rex Abdalla Nicholas, directorul general al companiei Payii Roads and Bridges, a fost arestat pentru deturnarea de fonduri destinate construcției unui drum între Juba și Kajokeji.
Pe 18 iunie 2013, Kiir a retras imunitatea ministrului Afacerilor Guvernamentale, Deng Alor, și ministrului Finanțelor, Kosti Manibe, cerând investigarea transferului a 8 milioane de dolari către un cont privat. Ambii miniștri au fost suspendați, dar au susținut că măsurile au fost motivate politic. Fondurile ar fi fost transferate către firma Daffy Investment Ltd pentru achiziționarea de seifuri antiincendiu, fără autorizarea președintelui. Kiir a ordonat anchetarea și, dacă se dovedește vinovăția, punerea sub acuzare a celor doi.
În urma acestor scandaluri, Kiir a trimis o scrisoare către 75 de actuali și foști oficiali guvernamentali, suspectați de deturnarea unei sume disputate de 4 miliarde de dolari pe o perioadă de șase ani. Aceasta a fost considerată „cel mai mare scandal de corupție din era post-secesiune” a Sudanului de Sud.
Până în august 2013, milioane de dolari fuseseră alocate pentru extinderea Aeroportului Juba, dar rezultatele au fost minime. În septembrie 2013, președintele Kiir a acuzat forțele armate ale țării de corupție, afirmând că fondurile oficiale au fost risipite pe „locuri de muncă fictive”. Printre problemele menționate s-au numărat existența „locurilor de muncă fictive” pe listele de plată, unde persoane fantomă primeau salarii.
În primul trimestru al anului 2015, Comisia Anticorupție din Sudanul de Sud (SSACC) a primit doar 64% din bugetul său alocat, iar Camera Națională de Audit, cunoscută pentru rapoartele sale detaliate și oneste, a primit doar 17% din fonduri.
În mai 2015, armata sud-sudaneză a recunoscut suspendarea a doi ofițeri superiori din cadrul Ministerului Apărării și Afacerilor Veteranilor – general-maiorul John Lat, director pentru achiziții, și secretarul adjunct Bior Ajang Duot. Aceștia erau acuzați de corupție, după ce biroul lui Duot ar fi solicitat 37 de milioane de lire sud-sudaneze pentru achiziționarea de papetărie și alte materiale de birou.
Stephen Baak Wuol a fost acuzat că ar fi furat 20 de milioane de dolari din fonduri guvernamentale, iar Salva Mathok Gengdit, ministrul adjunct de Interne, ar fi deturnat 293 de milioane de dolari.

## Eforturile interne anticorupție
În 2009, președintele Kiir a promis că va acorda Comisiei Anticorupție din Sudanul de Sud (SSACC) autoritatea de a pune sub acuzare oficialii pe care îi investighează. Cu toate acestea, după doi ani și jumătate, comisia nu primise această putere și nu realizase progrese semnificative.
În septembrie 2011, SSACC a declarat că investiga aproximativ 60 de cazuri de corupție și încerca să recupereze peste 120 de milioane de lire sud-sudaneze (aproximativ 20 de milioane de dolari americani). În aceeași lună, guvernul sud-sudanez a anunțat intenția de a reforma sistemul de colectare a taxelor, după ce a pierdut sute de milioane de dolari din cauza înșelătoriilor unor colectori de taxe falși. O comisie formată pentru investigarea problemei a descoperit că diverse agenții și persoane neautorizate impuseseră taxe pe bunuri esențiale, ceea ce a dus la creșterea semnificativă a prețurilor. Aceste „taxe” erau adesea însușite de colectori ilegali.
În noiembrie 2011, președintele Salva Kiir a demis-o pe șefa Comisiei Anticorupție, Pauline Riak, și l-a numit în locul acesteia pe judecătorul John Gatwech Lul, de la Curtea Supremă. Schimbarea a fost percepută ca o încercare de a îmbunătăți reputația slabă a Sudanului de Sud în lupta împotriva corupției. În februarie 2012, Gatwech Lul a cerut generalului James Hoth Mai, șeful Statului Major General, și celor cinci adjuncți ai acestuia să sprijine eforturile anticorupție prin declararea veniturilor și a activelor lor. Generalul Mai a promis cooperare deplină.
În mai 2012, Comisia Anticorupție a anunțat recuperarea a 60 de milioane de dolari în active furate de oficiali guvernamentali. În iunie 2012, președintele Kiir a trimis scrisori către peste 75 de actuali și foști oficiali guvernamentali, cerându-le să justifice dispariția unor fonduri. În scrisori, Kiir i-a încurajat să returneze sumele furate, promițând amnistie și confidențialitate în cazul în care o fac. De asemenea, Kiir a scris liderilor a opt state, cerând sprijin pentru recuperarea a aproximativ 4 miliarde de dolari ascunși în bănci străine.
Printre alte măsuri, Kiir a emis decrete prezidențiale privind combaterea corupției, a colectat 500 de declarații de avere de la oficiali actuali și foști și a deschis un cont bancar în Kenya unde se puteau returna fondurile furate.
Un raport din 2013 a arătat că, pe o perioadă de cinci ani, Comisia Anticorupție nu a inițiat nicio investigație privind corupția. De asemenea, niciun oficial sud-sudanez nu fusese urmărit penal pentru corupție, în ciuda existenței a sute de cazuri de corupție care stagnau fără investigații. În același an, autoritățile sud-sudaneze au apelat la experți în contabilitate criminalistică din Europa și SUA pentru a-i ajuta să depisteze fondurile furate în conturi bancare din întreaga lume.

## Critici și acțiuni străine
În 2011, o listă cu 13 oficiali sud-sudanezi suspectați de conturi suspecte în bănci străine a fost furnizată autorităților sud-sudaneze de către SUA. În mai 2012, SUA au declarat că, în ciuda declarațiilor publice ale președintelui Kiir despre combaterea corupției, oficialii continuau să comită acte de corupție fără a fi trași la răspundere. În iulie 2013, organizația Fund for Peace din Washington, D.C., a clasificat Sudanul de Sud pe locul patru printre cele mai eșuate state.
Într-un document prezentat la Universitatea Oxford în iunie 2012, Mairi John Blackings a afirmat că partidul de guvernământ din Sudanul de Sud a eșuat în tranziția de la o mișcare de gherilă la un guvern funcțional, ceea ce a condus la lipsa separării între stat și partid și a mecanismelor de control și echilibru necesare.
În decembrie 2017, președintele SUA Donald Trump a emis un ordin executiv în baza Legii Magnitsky, care includea numele lui Benjamin Bol Mel printre persoanele cărora li se blocau activele din SUA.
În 2023, Indicele de percepție a corupției al Transparency International a acordat Sudanului de Sud un scor de 13 pe o scară de la 0 („extrem de corupt”) la 100 („necorupt”). În clasamentul pe scoruri, Sudanul de Sud s-a situat pe locul 177 din 180 de țări incluse în indice, țara de pe primul loc fiind percepută ca având sectorul public cel mai onest. Pentru comparație la nivel global, cel mai bun scor a fost 90 (locul 1), scorul mediu a fost 43, iar cel mai slab scor a fost 11 (locul 180). În ceea ce privește scorurile regionale, media în rândul țărilor din Africa subsahariană a fost 33, cel mai mare scor fiind 71, iar cel mai mic 11.